# Hendrik Brugmans
Hendrik (Henk) Brugmans (Amsterdam, 13 december 1906 - Brugge, 12 maart 1997) was een Nederlands politicus en academicus, wiens naam vooral verbonden is met het Europacollege.

## Levensloop
Brugmans was de zoon van de historicus Hajo Brugmans (1868-1939) en Maria Keizer. Hij studeerde Franse taal- en letterkunde aan de Universiteit van Amsterdam en promoveerde in 1934 op een proefschrift over de Franse dichter en dramaturg Georges de Porto-Riche.
Voor de Tweede Wereldoorlog was hij lid van de Tweede Kamer voor de SDAP. Hij maakt in 1939 ook deel uit van de redactie van Socialisme en Democratie, het "wetenschappelijk maandschrift van de SDAP, dat De Socialistische Gids opvolgde.
Tijdens de oorlog schreef Brugmans artikelen voor het clandestiene blad Accu-vonken. Gedurende korte tijd was hij na de oorlog regeringsvoorlichter onder de regeringen Schermerhorn en Beel.
Hij was van 1948 tot 1950 bijzonder hoogleraar in de Franse letterkunde in Utrecht.
In 1950 werd Brugmans, die al een van de intellectuele leiders van de Europese Beweging en stichtend lid van de Unie van Europese Federalisten (UEF) was, de eerste rector van het Europacollege in Brugge. Hij kreeg hiervoor in 1951 de Karel de Grote prijs.
Brugmans bleef rector tot 1972 en werd daarna tot ererector benoemd. Bij zijn afscheid van het Europacollege werd hij door de stad Brugge tot ereburger benoemd. Van 1972 tot 1980 was hij buitengewoon docent aan de Katholieke Universiteit Leuven, Afdeling Kortrijk met als leeropdracht Europese cultuurgeschiedenis.
Hij nam de eerste Taaluniepenning van de Nederlandse Taalunie in 1990 in ontvangst. Hij was medeoprichter van de Europese Culturele Stichting ter ontwikkeling van de culturele samenwerking in Europa; hij is hierbij 43 jaar betrokken geweest.
Hij bleef tot aan zijn dood in Brugge wonen. Uit zijn eerste huwelijk met Engelina Carolina Mary Kan (lerares Frans) had hij een dochter, Mies, die met de insolventie-advocaat en Eerste Kamerlid voor de PvdA Friso Meeter trouwde. In tweede huwelijk was hij verbonden met Joanna Bral (pseudoniem: Hanna Kirsten). Tijdens zijn verblijfsjaren in Brugge bekeerde Brugmans zich tot het rooms-katholicisme. Hij werd in de Kerk opgenomen door de Brugse bisschop Emiel-Jozef De Smedt.
Na zijn dood werd te zijner ere het academisch jaar 1997-98 de Promotie Hendrik Brugmans genoemd. Elk jaar wordt een 'Lecture H. Brugmans' gehouden.

## Publicaties
Brugmans is een onvermoeibare publicist geweest voor de bevordering van een federaal Europa.
Te vermelden zijn:
- Karl Marx, 1936.
- Diderot, 1937.
- Personalistische Cultuurpolitiek, 1946.
- Crisis en roeping van het Westen. Twee en een halve eeuw cultuurgeschiedenis, 1952.
- Cité européenne. Programme fédéraliste, Paris, 1950.
- Schets van een Europese samenleving, Rotterdam, 1952.
- Panorama de la pensée fédéraliste, 1956.
- Introduction à une histoire européenne
  - I. Les origines de la civilisation européenne, 1958.
  - II. L'Europe prend le large, 1961.
  - III. L'Europe des nations, 1970.
- La pensée politique du fédéralisme, 1969.
- L'idée européenne 1920-1970, 1970.
- Denkend aan Europa, 1972.
- Europa voorbij het nulpunt 1969-1975, 1975.
- Levend in Europa. Ontmoetingen en herinneringen, 1980.
- Wij, Europa. Een halve eeuw strijd voor emancipatie en Europees federalisme. Opgetekend door H. Kirsten, 1988.

## Voetnoten
1. ↑   Banning, Willem, Hendrik Brugmans, J. van Gelderen  (1939). Ter inleiding. Socialisme en Democratie  1 (1)

- Biblioteca Nacional de España: XX876537
- Bibliothèque nationale de France: cb118942649 (data)
- Biografisch Portaal: 26419508
- CiNii: DA1590250X
- Digitale Bibliotheek voor de Nederlandse Letteren: brug039
- Gemeinsame Normdatei: 119467577
- International Standard Name Identifier: 0000 0001 2030 2936
- Library of Congress Control Number: n80045918
- Nationale Bibliotheek van Tsjechië: mub2011644679
- Nationale bibliotheek van Australië: 49864476
- Nationale Bibliotheek van Israël: 987007272466505171
- Nederlandse Thesaurus van Auteursnamen: 068401566
- Parlement.com: vg09lkyttcuk
- SNAC: w6w742rh
- Système universitaire de documentation: 026755904
- Trove: 1528830
- Virtual International Authority File: 88831551
- WorldCat: E39PBJwdct4GWVmXg6CKdfMVmd